# Burton Salmon
Burton Salmon is een civil parish in het bestuurlijke gebied Selby, in het Engelse graafschap North Yorkshire.